# Павлов-Арбенин, Александр Васильевич

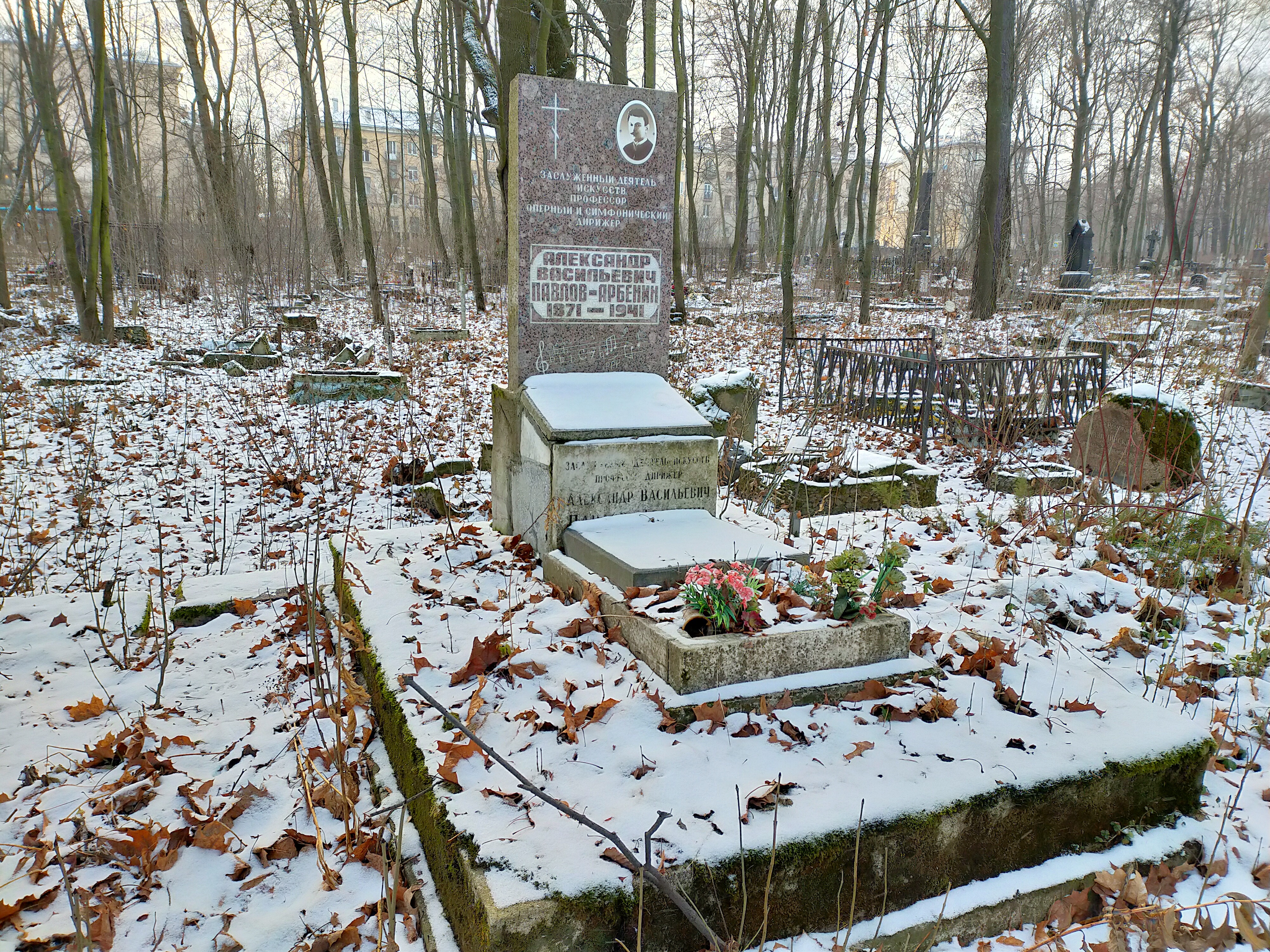
Могила А. В. Павлова-Арбенина на Волковском лютеранском кладбище

Александр Васильевич Павлов-Арбенин (1871—1941) — русский и советский дирижёр и музыкальный деятель, Заслуженный деятель искусств РСФСР (1937). Также был пианистом-аккомпаниатором и выступал как оперный певец (драматический тенор).

## Биография
Родился 30 августа (11 сентября по новому стилю) 1871 года в Петербурге.
Обучался у профессоров — Н. Черепнина и Н. Соловьева. Дирижёрскую деятельность Павлов-Арбенин начал в 1897 году в Санкт-Петербурге. С 1905 года дирижировал оперными спектаклями в петербургском Народном доме Николая II, с 1906 года — в провинциальных театрах, затем — в петербургском Театре музыкальной драмы (в 1913—1918 годах). В 1905—1906 годах дирижировал в Петербурге спектаклями с участием Фёдора Шаляпина («Князь Игорь», «Моцарт и Сальери», «Русалка»).
После 1918 года дирижировал спектаклями в московском Большом театре, в оперных театрах Баку, Казани, Самары, Тбилиси и Екатеринбурга. С 1934 года был главным дирижёром Театра оперы и балета в Саратове.
А. В. Павлов-Арбенин был одарённым дирижёром, однако, по мнению критиков, его трактовка отдельных произведений была спорной. Под его руководством были поставлены оперы «Кармен», «Евгений Онегин», «Пиковая дама» (1901, Харьков), «Царская невеста», «Сказка о царе Салтане», «Тангейзер» (1902, Иркутск), «Фауст» (1905, Петербург), «Снегурочка» (1913, Петербург), «Шахсенем» (1927, Баку), «За серп и молот» (на музыку оперы «Иван Сусанин», 1924, Одесса) и другие. «Павлов-Арбенин — один из крупных и интересных дирижеров нашего времени», — писал в журнале «Театр» композитор Ю. Сахновский.
Умер 22 июня 1941 года в Ленинграде.
Павлову-Арбенину посвящена монография «Дирижер Александр Васильевич Павлов-Арбенин» театрального режиссёра и искусствоведа В. Я. Левиновского.